# Circonscription électorale de La Gomera
Ne doit pas être confondu avec Circonscription autonomique de La Gomera.
La circonscription électorale de La Gomera est l'une des circonscriptions électorales insulaires espagnoles utilisées comme divisions électorales pour les élections générales espagnoles.
Elle correspond géographiquement à l'ile de La Gomera.

## Historique
Elle est instaurée en 1977 par la loi pour la réforme politique puis confirmée avec la promulgation de la Constitution espagnole qui précise à l'article 69 alinéa 3 que chaque île constitue une circonscription électorale.

## Sénat

### Synthèse
|       |       | 1977 | 1979 | 1982 | 1986 | 1989 | 1993 | 1996 | 2000 | 2004 | 2008 | 2011 | 2015 | 2016 | 04/19 | 11/19 | 2023 |
| ----- | ----- | ---- | ---- | ---- | ---- | ---- | ---- | ---- | ---- | ---- | ---- | ---- | ---- | ---- | ----- | ----- | ---- |
| UCD   |       | 1    | 1    | 1    |      |      |      |      |      |      |      |      |      |      |       |       |      |
| PSOE  |       |      |      |      | 1    | 1    | 1    | 1    | 1    | 1    | 1    | 1    |      |      |       |       |      |
| ASG   |       |      |      |      |      |      |      |      |      |      |      |      | 1    | 1    | 1     | 1     | 1    |
|       |       |      |      |      |      |      |      |      |      |      |      |      |      |      |       |       |      |
| Total | Total | 1    | 1    | 1    | 1    | 1    | 1    | 1    | 1    | 1    | 1    | 1    | 1    | 1    | 1     | 1     | 1    |

### 1977
| Parti | Parti | Sénateurs              |
| ----- | ----- | ---------------------- |
| UCD   |       | Federico Padrón Padrón |

### 1979
| Parti | Parti | Sénateurs                     |
| ----- | ----- | ----------------------------- |
| UCD   |       | Carlos Manuel Bencomo Mendoza |

### 1982
| Parti | Parti | Sénateurs                     |
| ----- | ----- | ----------------------------- |
| UCD   |       | Carlos Manuel Bencomo Mendoza |

### 1986
| Parti | Parti | Sénateurs           |
| ----- | ----- | ------------------- |
| PSOE  |       | Ramón Jerez Herrera |

### 1989
| Parti | Parti | Sénateurs           |
| ----- | ----- | ------------------- |
| PSOE  |       | Ramón Jerez Herrera |

### 1993
| Parti | Parti | Sénateurs                |
| ----- | ----- | ------------------------ |
| PSOE  |       | Casimiro Curbelo Curbelo |

### 1996
| Parti | Parti | Sénateurs                |
| ----- | ----- | ------------------------ |
| PSOE  |       | Casimiro Curbelo Curbelo |

### 2000
| Parti | Parti | Sénateurs                |
| ----- | ----- | ------------------------ |
| PSOE  |       | Casimiro Curbelo Curbelo |

### 2004
| Parti | Parti | Sénateurs                |
| ----- | ----- | ------------------------ |
| PSOE  |       | Casimiro Curbelo Curbelo |

### 2008
| Parti | Parti | Sénateurs                |
| ----- | ----- | ------------------------ |
| PSOE  |       | Casimiro Curbelo Curbelo |

- Casimiro Curbelo (PSOE) est remplacé en 2011 par Carmen Nuria Gámez Vera.

### 2011
| Parti | Parti | Sénateurs                  |
| ----- | ----- | -------------------------- |
| PSOE  |       | Gregorio Ramón Medina Tomé |

### 2015
| Parti | Parti | Sénateurs              |
| ----- | ----- | ---------------------- |
| ASG   |       | Yaiza Castilla Herrera |

### 2016
| Parti | Parti | Sénateurs              |
| ----- | ----- | ---------------------- |
| ASG   |       | Yaiza Castilla Herrera |

### Avril 2019
| Parti | Parti | Sénateurs              |
| ----- | ----- | ---------------------- |
| ASG   |       | Yaiza Castilla Herrera |

- Yaiza Castilla est remplacée en juillet 2019 par Fabián Chinea Correa.

### Novembre 2019
| Parti | Parti | Sénateurs            |
| ----- | ----- | -------------------- |
| ASG   |       | Fabián Chinea Correa |

### 2023
| Parti | Parti | Sénateurs            |
| ----- | ----- | -------------------- |
| ASG   |       | Fabián Chinea Correa |